# Terodiline
Terodiline là một loại thuốc được sử dụng trong tiết niệu như một thuốc chống co thắt.
Nó làm thư giãn các cơ trơn và được sử dụng để làm giảm trương lực bàng quang trong điều trị tần suất tiết niệu và tiểu không tự chủ. Thư giãn cơ gây ra bởi terodiline, có lẽ là do hoạt động đối kháng anticholinergic và calci.
Tuy nhiên, nó cũng chặn các kênh IKr (Kv11.1) (xem gen hERG) vì vậy có thể gây rủi ro cho các điểm xoắn. Độc tính trên tim này phụ thuộc vào nồng độ.